# Nicholas Monroe
Benjamin Nicholas „Nick“ Monroe (* 12. dubna 1982 Oklahoma City, Oklahoma) je americký profesionální tenista, deblový specialista. Ve své dosavadní kariéře na okruhu ATP Tour vyhrál čtyři turnaje ve čtyřhře, když první z nich ovládl spolu s Němcem Simonem Stadlerem na antuce ve švédském Båstadu 2013. Na challengerech ATP a okruhu ITF získal jedenáct titulů ve dvouhře a dvacet šest ve čtyřhře.
Na žebříčku ATP byl nejvýše ve dvouhře klasifikován v září 2011 na 253. místě a ve čtyřhře pak v říjnu 2017 na 30. místě. Trénuje ho otec Ben Monroe.
Na nejvyšší grandslamové úrovni se v mužské dvouhře nejdále probojoval do druhého kola kvalifikace melbournského Australian Open 2007. Ve čtyřhře si zahrál čtvrtfinále na French Open 2020 a US Open 2017.

## Finále na okruhu ATP Tour
| Legenda                       |
| ----------------------------- |
| D – dvouhra; Č – čtyřhra      |
| Grand Slam (0)                |
| Turnaj mistrů (0)             |
| ATP Tour Masters 1000 (0–1 Č) |
| ATP Tour 500 (0)              |
| ATP Tour 250 (4–8 Č)          |

| Tituly dle povrchu |
| ------------------ |
| tvrdý (2–4 Č)      |
| antuka (2–4 Č)     |
| tráva (0–1 Č)      |
| koberec (0)        |

### Čtyřhra: 13 (4–9)
| Stav      | Č. | Datum             | Turnaj                       | Povrch    | Spoluhráč          | Soupeři ve finále               | Výsledek              |
| --------- | -- | ----------------- | ---------------------------- | --------- | ------------------ | ------------------------------- | --------------------- |
| Finalista | 1. | 24. února 2013    | Buenos Aires, Argentina      | antuka    | Simon Stadler      | Simone Bolelli Fabio Fognini    | 3–6, 2–6              |
| Vítěz     | 1. | 14. července 2013 | Båstad, Švédsko              | antuka    | Simon Stadler      | Carlos Berlocq Albert Ramos     | 6–2, 3–6, [10–3]      |
| Finalista | 2. | 27. července 2013 | Umag, Chorvatsko             | antuka    | Simon Stadler      | Martin Kližan David Marrero     | 1–6, 7–5, [7–10]      |
| Vítěz     | 2. | 7. července 2014  | Båstad, Švédsko (2)          | antuka    | Johan Brunström    | Jérémy Chardy Oliver Marach     | 4–6, 7–6(8–6), [10–7] |
| Finalista | 3. | 26. dubna 2015    | Bukurešť, Rumunsko           | antuka    | Artem Sitak        | Marius Copil Adrian Ungur       | 6–3, 5–7, [15–17]     |
| Finalista | 4. | 20. července 2015 | Newport, Spojené státy       | tráva     | Mate Pavić         | Jonathan Marray Ajsám Kúreší    | 6–4, 3–6, [8–10]      |
| Vítěz     | 3. | 25. října 2015    | Stockholm, Švédsko           | tvrdý (h) | Jack Sock          | Mate Pavić Michael Venus        | 7–5, 6–2              |
| Finalista | 5. | 1. dubna 2017     | Miami, Spojené státy         | tvrdý     | Jack Sock          | Marcelo Melo Łukasz Kubot       | 5–7, 3–6              |
| Finalista | 6. | 1. října 2017     | Šen-čen, ČLR                 | tvrdý     | Nikola Mektić      | Alexander Peya Rajeev Ram       | 3–6, 2–6              |
| Finalista | 7. | únor 2018         | Delray Beach, Spojené státy  | tvrdý     | John-Patrick Smith | Jack Sock Jackson Withrow       | 6–4, 4–6, [8–10]      |
| Finalista | 8. | květen 2018       | Istanbul, Turkecko           | antuka    | Ben McLachlan      | Dominic Inglot Robert Lindstedt | 6–3, 3–6, [8–10]      |
| Vítěz     | 4. | červenec 2018     | Atlanta, Spojené státy       | tvrdý     | John-Patrick Smith | Ryan Harrison Rajeev Ram        | 3–6, 7–6(7–5), [10–8] |
| Finalista | 9. | srpen 2019        | Winston-Salem, Spojené státy | tvrdý     | Tennys Sandgren    | Łukasz Kubot Marcelo Melo       | 7–6(8–6), 1–6, [3–10  |

## Postavení na konečném žebříčku ATP

### Dvouhra
| Rok    | 2002  | 2003    | 2004   | 2005   | 2006   | 2007   | 2008   | 2009   | 2010   | 2011   | 2012   | 2013 | 2014  | 2015–2020 |
| Pořadí | 1220. | ▲ 1405. | ▲ 664. | ▲ 501. | ▲ 297. | ▼ 358. | ▲ 294. | ▼ 437. | ▲ 346. | ▼ 377. | ▼ 759. | –    | 1182. | –         |

### Čtyřhra
| Rok    | 2003  | 2004   | 2005   | 2006   | 2007   | 2008   | 2009   | 2010   | 2011   | 2012  | 2013  | 2014  | 2015  | 2016  | 2017  | 2018  | 2019   | 2020  |
| Pořadí | 1343. | ▲ 465. | ▲ 282. | ▼ 307. | ▲ 286. | ▲ 238. | ▼ 419. | ▲ 209. | ▲ 178. | ▲ 81. | ▲ 53. | ▼ 65. | ▲ 55. | ▲ 52. | ▲ 30. | ▼ 66. | ▼ 100. | ▲ 74. |